# Morning Sun
Morning Sun és una població dels Estats Units a l'estat d'Iowa. Segons el cens del 2000 tenia 872 habitants.

## Demografia
Segons el cens del 2000, Morning Sun tenia 872 habitants, 338 habitatges, i 239 famílies. La densitat de població era de 431,6 habitants/km².
Dels 338 habitatges en un 31,1% hi vivien nens de menys de 18 anys, en un 58,3% hi vivien parelles casades, en un 10,1% dones solteres, i en un 29% no eren unitats familiars. En el 25,4% dels habitatges hi vivien persones soles el 15,7% de les quals corresponia a persones de 65 anys o més que vivien soles. El nombre mitjà de persones vivint en cada habitatge era de 2,46 i el nombre mitjà de persones que vivien en cada família era de 2,9.
Per edats la població es repartia de la següent manera: un 25,6% tenia menys de 18 anys, un 6,5% entre 18 i 24, un 28,1% entre 25 i 44, un 19,7% de 45 a 60 i un 20,1% 65 anys o més.
L'edat mediana era de 38 anys. Per cada 100 dones de 18 o més anys hi havia 84,9 homes.
La renda mediana per habitatge era de 37.727 $ i la renda mediana per família de 43.173 $. Els homes tenien una renda mediana de 32.107 $ mentre que les dones 20.313 $. La renda per capita de la població era de 19.041 $. Entorn del 8,3% de les famílies i el 12,2% de la població estaven per davall del llindar de pobresa.

## Poblacions més properes
El següent diagrama mostra les poblacions més properes.